# Suzuki e-Vitara
A Suzuki e-Vitara egy akkumulátoros elektromos, szubkompakt crossover SUV (B-szegmens) autótípus, melyet 2024 novemberében mutatták be. Ez Suzuki első sorozatgyártású akkumulátoros elektromos típusa.

## Áttekintés
A Suzuki 2024. november 4-én mutatta be az e-Vitarát Milánóban, Olaszországban. Az autó a Suzuki eVX koncepción alapul, amelyet először az indiai Auto Expón mutattak be 2023 januárjában. Az e-Vitara Indiában 2025 márciusától árulják, míg Európában és Japánban 2025 közepétől várható.
Az e-Vitara a Heartect-e elektromos jármű Skateboard platformjára lett kifejlesztve, amelyet úgy fejlesztettek ki, hogy nagyobb szerkezeti integritást és alacsonyabb súlypontot biztosítson. Kétféle akkumulátorral rendelhető: egy 49 kWh kapacitású akkumulátorral, amely 106 kW teljesítményre képes, emellett és egy 61 kWh kapacitású akkumulátorral, mely 128 kW teljesítménnyel rendelkezik. Ezek az akkumulátorok a BYD által gyártott lítium-vas-foszfát (LFP) pengecellákat használnak. Az e-Vitara csúcsváltozata AllGrip-e összkerékhajtási rendszerrel van felszerelve, amely 135 kW teljesítményre képes, és 300 Nm nyomatékkal rendelkezik, a különféle vezetési körülményekhez szabott, adaptálható hajtásmódokkal. Az eAxle technológiát, amelyet a Toyotával együttműködésben hoztak létre, integrálták a platformba.
A Toyota márkanév alatt értékesíteni tervezett, módosított külsejű változatát 2025-ben mutatják be, mely a 2023 decemberében bemutatott Toyota Urban SUV Concept koncepcióautón fog.

## Külső hivatkozások
- Hivatalos honlap

## Fordítás
Ez a szócikk részben vagy egészben  a   Suzuki e Vitara című angol Wikipédia-szócikk ezen változatának fordításán alapul.  Az eredeti cikk szerkesztőit annak laptörténete sorolja fel. Ez a jelzés csupán a megfogalmazás eredetét és a szerzői jogokat jelzi, nem szolgál a cikkben szereplő információk forrásmegjelöléseként.